# Emil Robert-Hansen

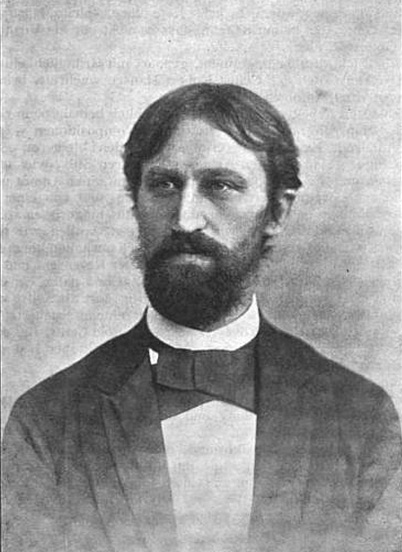
Emil Robert-Hansen, 1896

Emil Robert-Hansen, Taufname Robert Emil Hansen, (* 25. Februar 1860 in Kopenhagen; † 18. Juli 1926 in Frederiksberg) war ein dänischer Cellist, Komponist und Dirigent.

## Leben
Emil Robert-Hansen wurde zunächst von seinem Vater unterrichtet und trat als Elfjähriger erstmals öffentlich als Cellist in Kopenhagen auf. 1873 kam es zu einem ersten gemeinsamen Auftritt mit seiner jüngeren Schwester Agnes Adler, einer begabten Pianistin, mit der er auch in den Folgejahren häufig konzertierte. Ab 1874 unterrichteten ihn Albert Rüdinger und Franz Neruda am Kopenhagener Konservatorium, zwei Jahre später nahm ihn Friedrich Grützmacher in Dresden als Student an. 1877 kehrte er nach Kopenhagen zurück und trat in die dortige Königliche Kapelle ein, der er bis 1889 angehörte. Nach längerem Studienaufenthalt in London erhielt Emil Robert-Hansen 1892 die Position des Solocellisten des Leipziger Gewandhausorchesters, außerdem lehrte er als Professur am dortigen Konservatorium. 1918, nach Ende des Ersten Weltkrieges, übernahm er die Leitung des Städtischen Sinfonieorchesters Aarhus.

## Werk
Emil Robert-Hansen entfaltete früh auch kompositorische Aktivitäten. 1880 wurde seine 1. Sinfonie d-moll in Kopenhagen uraufgeführt, eine 2. Sinfonie folgte 1892 in Leipzig. Er schrieb außerdem ein Cellokonzert (1881), ein Klavierkonzert (1885), Kammermusik und Lieder. 1911 gelangte seine Oper Frauenlist in Sondershausen zur Uraufführung, 1913 die Operette Die wilde Komtesse in Eisenach.